# Paweł z Aleksandrii
Paweł z Aleksandrii – grecki astrolog, aktywny w II połowie IV wieku.
Pozostawił po sobie traktat astrologiczny, dedykowany synowi Kronamonowi. Dziełko to jest kompilacją, zawierającą liczne zestawienia w formie tabel, dokonaną na podstawie tekstów hermetycznych oraz dzieł Firmikusa Maternusa i Klaudiusza Ptolemeusza. Traktat Pawła z Aleksandrii cieszył się dużą popularnością w średniowieczu, posługiwano się nim zarówno w Bizancjum, jak i w kręgu kultury arabskiej. Zgodnie z zachowanymi przekazami, między majem a lipcem 564 roku stanowił on podstawę wykładów prowadzonych w Aleksandrii w kręgu Olimpiodora Młodszego. Na Zachodzie dzieło to po raz pierwszy ukazało się drukiem w 1586 roku w Wittenberdze pod tytułem Paulus scriptoris veteris, sive Rudimenta in doctrinam de praedictis natalitiis.